# Тони Тасев
Вижте пояснителната страница за други личности с името Тасев.
Тони Тасев (роден на 25 март 1994 г.) е български футболист, който играе като полузащитник за Славия.

## Кариера
Тасев израства в школата на бившия национал Ивайло Андонов – Пирин 2001. В края на август 2013 г. е привлечен в Пирин (Благоевград). Дебютира за отбора при победата с 1:0 над Велбъжд (Кюстендил) на 1 септември 2013 г. в мач от Югозападната В група. Тасев бележи първия си гол за Пирин на 29 септември, откривайки резултата при гостуването на Спортист (Своге), което „орлетата“ печелят с 3:0.
На 9 юли 2015 г. Тасев подписва първи професионален договор с Пирин.

## Статистика по сезони
| Сезон   | Отбор      | Първенство         | Мачове | Голове |
| ------- | ---------- | ------------------ | ------ | ------ |
| 2013/14 | Пирин (Бл) | Югозападна В група | 20     | 4      |
| 2014/15 | Пирин (Бл) | Б група            | 25     | 8      |
| 2015/16 | Пирин (Бл) | А група            | 28     | 0      |

## Успехи
Ботев (Пловдив)
- Суперкупа на България: 2017